# 安迪·巴爾
安迪·巴爾（Andy Barr；1973年7月24日—）是美國的一位政治家和律師。自2013年以來，他就是肯塔基州第六選區的眾議院議員。巴爾的黨籍是共和黨。巴爾畢業於肯塔基大學，現在是兩個孩子的父親。